# Borough of Stockton-on-Tees
Borough of Stockton-on-Tees är en enhetskommun i de ceremoniella grevskapen Durham och North Yorkshire  i England i Storbritannien. 
Den består av staden Stockton-on-Tees i grevskapet Durham, som inte ingår i någon civil parish, och omgivande landsbygd som är indelad i ett antal civil parishes:
- Inom grevskapet Durham
  - Aislaby
  - Billingham (stad)
  - Carlton
  - Egglescliffe (med orten Eaglescliffe)
  - Elton
  - Grindon and Thorpe Thewles (med orten Grindon)
  - Longnewton
  - Newsham
  - Preston-on-Tees
  - Redmarshall
  - Stillington and Whitton (med orterna Stillington och Whitton)
  - Wolviston
  - Wynyard (med del av orten Wynyard Village)
- Inom grevskapet North Yorkshire
  - Castlelevington
  - Hilton
  - Ingleby Barwick (stad)
  - Kirklevington
  - Maltby
  - Thornaby (med staden Thornaby-on-Tees)
  - Yarm (stad)